# 基利亞區

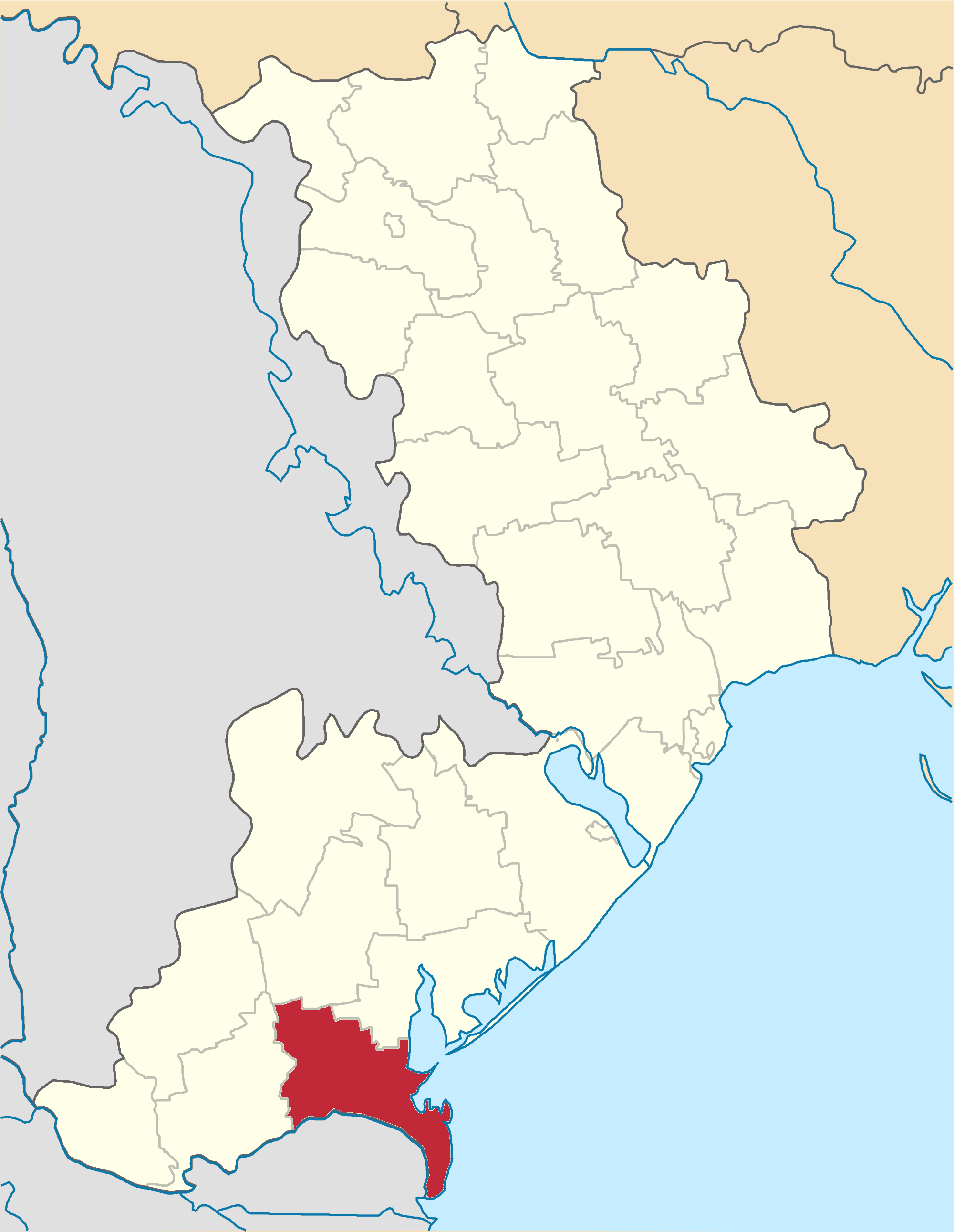
撤销前基利亞區在敖德萨州的位置

基利亞區（烏克蘭語：Кілійський район），曾是烏克蘭的一個區，位於該國西南部，由敖德薩州負責管轄，首府設於基利亞，面積1,359平方公里，2015年人口53,903，人口密度每平方公里39.7人。
该区在2020年7月18日的乌克兰行政区划改革中被撤销，改革后敖德萨州下分为7个区，基利亞區合并至伊茲梅爾區。